# These Two Windows
These Two Windows là album phòng thu đầu tay của nam ca sĩ người Mỹ Alec Benjamin. Album được Warner Music phát hành vào ngày 29 tháng 5 năm 2020.

## Diễn biến thương mại
Tại Anh Quốc, These Two Windows ra mắt ở vị trí thứ 52 trên bảng xếp hạng UK Albums Chart với doanh số đạt 1.677 đơn vị, trở thành album đầu tiên của Benjamin lọt vào bảng xếp hạng của quốc gia này.

## Danh sách bài hát
| These Two Windows | These Two Windows         | These Two Windows                                                                  | These Two Windows                     | These Two Windows |
| STT               | Nhan đề                   | Sáng tác                                                                           | Sản xuất                              | Thời lượng        |
| ----------------- | ------------------------- | ---------------------------------------------------------------------------------- | ------------------------------------- | ----------------- |
| 1.                | "Mind Is a Prison"        | Alec Benjamin Alex Hope                                                            | Alex Hope                             | 2:42              |
| 2.                | "Demons"                  | Benjamin Ryan Vojtesak Jonathan Hoskins                                            | Charlie Handsome Hoskins              | 2:43              |
| 3.                | "Oh My God"               | Benjamin Julie Frost Nolan Lambroza                                                | Sir Nolan Johan Lenox                 | 3:08              |
| 4.                | "The Book of You & I"     | Benjamin Hope                                                                      | Hope                                  | 3:28              |
| 5.                | "Match in the Rain"       | Benjamin Scott Friedman Hope                                                       | Hope                                  | 2:39              |
| 6.                | "Jesus in LA"             | Benjamin Martin Terefe                                                             | John Cunningham                       | 2:52              |
| 7.                | "I'm Not a Cynic"         | Benjamin Hope                                                                      | Hope                                  | 2:17              |
| 8.                | "Alamo"                   | Benjamin Friedman Lambroza Nathan Fertig Russell Chell David Biral Denzel Baptiste | Sir Nolan Fertig Chell Take a Daytrip | 2:25              |
| 9.                | "Must Have Been the Wind" | Benjamin Hope                                                                      | Hope                                  | 2:58              |
| 10.               | "Just Like You"           | Benjamin John Cunningham                                                           | Cunningham                            | 2:48              |
| Tổng thời lượng:  | Tổng thời lượng:          | Tổng thời lượng:                                                                   | Tổng thời lượng:                      | 27:57             |

## Xếp hạng

### Xếp hạng tuần
| Bảng xếp hạng (2020)                | Vị trí cao nhất |
| ----------------------------------- | --------------- |
| Úc (ARIA)                           | 70              |
| Album Bỉ (Ultratop Vlaanderen)      | 99              |
| Album Hà Lan (Album Top 100)        | 42              |
| Lithuania (AGATA)                   | 80              |
| Album Scotland (OCC)                | 15              |
| Album Thụy Sĩ (Schweizer Hitparade) | 75              |
| Album Anh Quốc (OCC)                | 52              |
| Album Hoa Kỳ Billboard 200          | 75              |